# Георги Шивачев
Георги Димитров Шивачев е български духовник от Македония и легален деец на Вътрешната македоно-одринска революционна организация.

## Биография
Георги Шивачев е роден преди 1870 година в македонския град Прилеп, тогава в Османската империя, днес в Северна Македония. Завършва българското свещеническо училище в Одрин в 1887 година. През 1888 година е ръкоположен за свещеник и назначен във Воден, а по-късно същата година е назначен е за енорийски български свещеник в църквата „Свето Благовещение“ в родния си град. През 1895 година бяга в България по подозрение, че участва в дейността на ВМОРО. По-късно се връща в родния си град. Участва в дейността на Прилепския градски комитет на ВМОРО и като такъв заклева в 1898 година Даме Попов, Даме Хаджикочов и други дейци в революционното дело. Арестуван е по време на размирици през 1903 година в Битоля. През пролетта на 1907 година повторно бяга в София, а през 1908 година е назначен за архиерейски наместник във Витолище.
През септември 1910 година, по време на обезоръжителната акция на младотурците в града, властите арестуват над 70 български първенци, сред които е и свещеник Георги Шивачев. Същата година вероятно е назначен в някоя енория във Воденска епархия, след което обаче отново отива в България, където е назначен за свещеник в Герман. През 1912 година се връща пак в Прилеп, където остава свещеник до 1917 година. След това вероятно заема епархия в Пловдивско.